# نيسان أي دي
نيسان أي دي هي سيارة من إنتاج شركة نيسان موتورز.